# Blues Alley

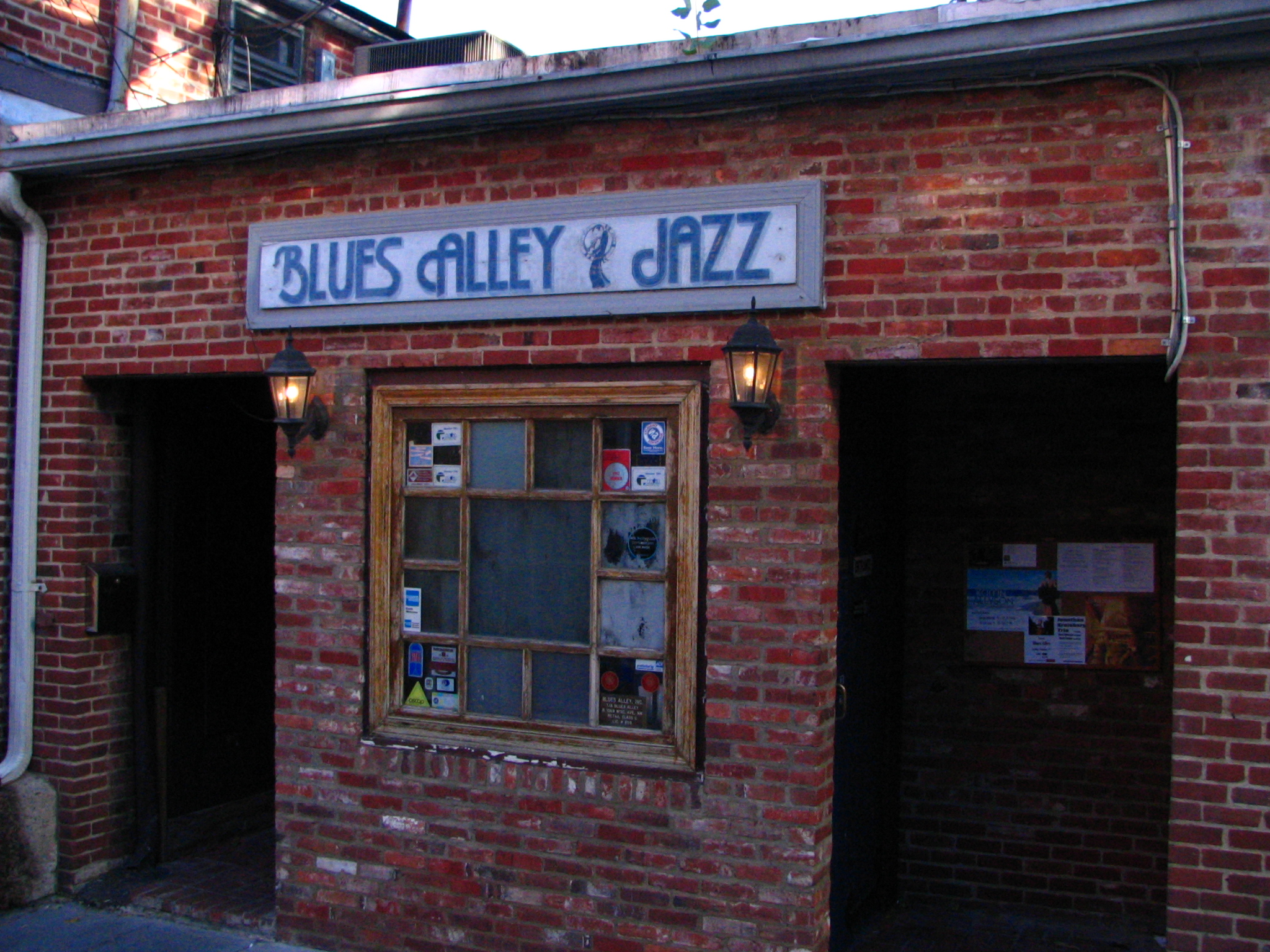
Blues Alley, Washington, D.C.

Das Blues Alley ist ein 1965 gegründeter, renommierter Jazzclub an der Wisconsin Avenue in Washington, D.C. mit täglichem Programm und gilt als bevorzugter Auftrittsort in Washington für national und international bekannte Jazzmusiker.
Mitschnitte von Liveauftritten wurden unter anderem von Eva Cassidy, Dizzy Gillespie,  Tommy Gwaltney, Ahmad Jamal, Pat Martino, Hod O’Brien, George Shearing, Joshua Redman, Pat Martino und Wynton Marsalis veröffentlicht.
1985 wurde zusammen mit Dizzy Gillespie die Blues Alley Jazz Society zur Ausbildung und Unterstützung lokaler Musiker gegründet.